# Sherlock Holmes: Spiel im Schatten
Sherlock Holmes: Spiel im Schatten (Originaltitel: Sherlock Holmes: A Game of Shadows, auch bekannt als Sherlock Holmes 2) ist ein britisch-US-amerikanischer Abenteuer-Krimi und die Fortsetzung des Films Sherlock Holmes (2009). Er hatte am 14. Dezember 2011 in Hongkong Weltpremiere; in den Vereinigten Staaten und Großbritannien ist der Film am 16. Dezember angelaufen, Kinostart in Deutschland war am 22. Dezember 2011. Wie sein Vorgänger ist Sherlock Holmes 2 ein Pastiche und keine direkte Verfilmung oder Adaption einer von Arthur Conan Doyles Geschichten.

## Handlung
In Straßburg ereignet sich 1891 ein Bombenanschlag. Kurz darauf sieht Sherlock Holmes bei einer Auktion in London, wie Irene Adler einem Dr. Hoffmansthal ein Paket überreicht. Der Detektiv kann gerade rechtzeitig eine darin enthaltene Bombe aus dem Raum bringen und einen Brief aus Hoffmansthals Besitz an sich nehmen. Hoffmansthal wird jedoch, bevor Holmes ihn genauer befragen kann, getötet und Adler verschwindet.
Als Dr. Watson seinen Freund in der Baker Street besucht, erfährt er, dass Holmes einer Anschlagsserie auf der Spur ist, hinter der er seinen Erzfeind Professor Moriarty vermutet. Während Watsons Junggesellenabschied trifft sich Holmes mit der Sinta Simza, an die der Brief adressiert war. Es stellt sich heraus, dass der Brief von ihrem Bruder Rene stammt, der darin schreibt, er werde bald sterben. Das Treffen wird von einem Kosaken belauscht, und es kommt zu einer Verfolgungsjagd, bei der der Detektiv den Kosaken ausschaltet, doch Simza verschwindet.
Direkt nach Watsons Hochzeit mit Mary Morstan erfährt Holmes bei einem persönlichen Treffen mit Moriarty, dass dieser Adler mit einem Tuberkulose-Gift ermordet, – und es nun auf Watson abgesehen hat. Deshalb folgt er seinem Freund in einem Zug auf dem Weg in die Flitterwochen. Beim Kampf mit Moriartys Leuten rettet er Mary, indem er sie aus dem Zug wirft, während dieser über eine Brücke fährt. Holmes’ Bruder Mycroft rettet die Frau aus dem Fluss und bringt sie zu sich nach Hause.
Holmes und Watson entkommen und reisen nach Paris, wo sie Simza aufspüren. Gemeinsam finden sie heraus, dass Simzas Bruder Rene zu einer Gruppe von Anarchisten gehörte, die jetzt auf Druck von Moriarty Anschläge ausführen muss. In einem Weinkeller berichtet der Anführer der Gruppe von einer letzten Bombe und erschießt sich anschließend. Holmes vermutet die Bombe in der Oper, aber sie explodiert in einem benachbarten Hotel. Die Bombe diente jedoch nur als Ablenkung, um Moriartys Handlanger Sebastian Moran ein tödliches Attentat auf den Waffenproduzenten Alfred Meinhard zu ermöglichen. Moriarty will einen Weltkrieg in Europa anzetteln, um mit der Waffenfabrik Meinhards, die er übernommen hat, Geld zu verdienen. Mit Hilfe der Sinti reiten die beiden Ermittler und Simza durch den Wald nach Heilbronn in Deutschland. Während Watson ein Telegramm abschickt, wird Holmes von Moriarty in der Fabrik überwältigt. Der Professor foltert seinen Verfolger und erklärt seinen Plan. Nach einer Schießerei mit Moran gelingt es Watson, mit einer großen Kanone den Wachturm zu zerstören, auf dem sich Moran mit einem Gewehr verschanzt hat. Der Turm stürzt auf das Gebäude, in dem sich die beiden Erzfeinde aufhalten, und Holmes wird dadurch gerettet. Gemeinsam mit Simza fliehen Holmes und Watson unter Beschuss durch einen Wald zu einer Bahnstrecke und entkommen in einem Zug. Im Wagen muss der Doktor dem angeschlagenen Detektiv mit einer von Holmes selbst hergestellten Arznei (ein Nebennierensekret, welches er Watson zu seiner Hochzeit schenkte) das Leben retten.
Holmes kommt zu der Erkenntnis, dass Moriarty einen Anschlag bei einem internationalen Friedensgipfel in der Schweiz plant. Am Tagungsort findet er heraus, dass Rene – durch Hoffmansthals plastische Chirurgie verändert – einen Botschafter spielt, um das Attentat durchzuführen. Watson überwältigt mit Simzas Hilfe Rene, der aber anschließend von Moran per Giftpfeil ermordet wird. Währenddessen sitzen Holmes und Moriarty beim Schachspiel auf dem Balkon und versuchen, sich gegenseitig intellektuell zu übertrumpfen. Holmes erklärt Moriarty, dass er dessen rotes Notizbuch in Heilbronn heimlich ausgetauscht und nach London geschickt hat. Mit den Informationen sorgen Inspektor Lestrade und Mary in London dafür, dass der Verbrecher sein Vermögen verliert. Nach dem Schachspiel, das Holmes gewinnt, gehen beide den drohenden Kampf in Gedanken durch. Holmes kommt zum Ergebnis, dass er auf Grund seiner Schulterverletzung den Kampf nicht gewinnen kann und so oder so sterben wird. Nachdem Moriarty äußert, dass er nach Holmes’ Tod Watson und dessen Frau töten wolle, reißt Holmes Moriarty (in logischer Konsequenz) vor den Augen von Watson, der gerade durch die Tür kommt, in den Reichenbachfall.
Einige Zeit später sind Watson und Mary gerade mit den Planungen für ihre Flitterwochen beschäftigt, als der Arzt ein Paket bekommt. Es enthält ein Atemgerät, das Watson zuvor bei Mycroft gesehen und für das sich Sherlock übermäßig interessiert hatte. Watson wird klar, dass Holmes noch lebt. Während er den Boten sucht, geht der Detektiv, der sich mit getarnter Kleidung im Büro versteckt hatte, zur Schreibmaschine und fügt den Worten „The End“ unter Watsons Bericht ein Fragezeichen hinzu.

## Produktion
Der Film wurde von Lin Pictures und Silver Pictures produziert und von Warner Bros. vertrieben. Damit er wieder die Regie übernehmen konnte und die Pause zum Vorgängerfilm möglichst gering war, sagte Guy Ritchie die Regie der Comic-Verfilmung Lobo ab. Die Dreharbeiten fanden in Großbritannien, Frankreich sowie der Schweiz statt.

## Besetzung und Synchronisation
| Rolle                    | Darsteller        | Synchronsprecher    |
| ------------------------ | ----------------- | ------------------- |
| Sherlock Holmes          | Robert Downey Jr. | Charles Rettinghaus |
| Dr. John Watson          | Jude Law          | Florian Halm        |
| Professor James Moriarty | Jared Harris      | Frank Glaubrecht    |
| Madam Simza Heron        | Noomi Rapace      | Sandra Schwittau    |
| Mycroft Holmes           | Stephen Fry       | Frank-Otto Schenk   |
| Irene Adler              | Rachel McAdams    | Ranja Bonalana      |
| Colonel Sebastian Moran  | Paul Anderson     | Peter Flechtner     |
| Inspector Lestrade       | Eddie Marsan      | Stefan Krause       |
| Mary Watson              | Kelly Reilly      | Alexandra Wilcke    |
| Claude Ravache           | Thierry Neuvic    | Tobias Kluckert     |
| Doktor Hoffmanstahl      | Wolf Kahler       | Bodo Wolf           |
| Mrs. Hudson              | Geraldine James   | Marianne Groß       |

## Rezeption

### Einspielergebnis
Am Startwochenende spielt der Film in den USA knapp 40 Millionen US-Dollar ein, was über 20 Millionen weniger ist als sein Vorgänger. Insgesamt liegen die amerikanischen Einnahmen bei etwa 187 Millionen US-Dollar, also 25 Millionen weniger als der erste Teil. International war er mit 357 Millionen US-Dollar zu diesem Zeitpunkt der dritterfolgreichste Film mit Robert Downey Jr. in der Hauptrolle, nach Marvel’s The Avengers und Iron Man 3. In Deutschland liegt das Einspielergebnis bei über 15 Millionen Euro, umgerechnet sind das 20 Millionen US-Dollar. Das sind 25 Prozent mehr als bei seinem Vorgänger. Weltweit hat die Fortsetzung fast 544 Millionen US-Dollar eingenommen. Damit haben beide Holmes-Filme von Guy Ritchie 1,068 Milliarden US-Dollar weltweit an den Kinokassen eingespielt.

### Kritiken
Dorothee Krings von RP online sieht im zweiten Holmes-Film „eine gelungene Fortsetzung, nur keine Überraschung mehr“. Er biete „Anlass für Prügeleien, rasante Verfolgungen, spektakuläre Schießereien“. Ritchie habe dadurch „den Tüftlerkrimi mit dem Actionreißer vermählt“. Nur die klischeehafte Darstellung der Sinti gefällt ihr nicht.
Daniel Kothenschulte von der Frankfurter Rundschau erkennt „die Wiederkehr einer anderen Genre-Tradition: der Kriminalklamotte. Louis de Funès […] und Peter Sellers […] haben in Robert Downey Jr. einen würdigen Nachfolger gefunden. Auch wenn sein Dandy-Detektiv mit dem literarischen Vorbild kaum mehr als den Namen gemeinsam hat: Auf seine eigene Art ist er unwiderstehlich.“
Hanns-Georg Rodek stellt in seiner Rezension bei Welt online Verbindungen zum realen Ersten Weltkrieg her und betont besonders die Geschwindigkeit im Film: „Ritchie beginnt den Rhythmus zu variieren, sich von dem Blockbuster-Tempo zu emanzipieren, über seine Regeln zu mokieren. Dazu verfeinert er eine Erfindung aus dem ersten Teil, die sogenannte Holmes-o-Vision, die pure Antithese zu den immer schneller geschnittenen Prügeleien des modernen Action-Films“.
Das Lexikon des internationalen Films meinte: „Zweiter Teil einer Filmreihe, die Arthur Conan Doyles Kultfigur zum ebenso schlagkräftigen wie cleveren Helden eines Effekte-Spektakels macht. Ein gelungener Unterhaltungsfilm als dramaturgisch attraktive Mixtur aus furioser Action und exaltierter Komik, reizvoll auch dank der charismatischen Schurkenfigur und eines „Falls“, an dem sich der Held so richtig die Zähne ausbeißen kann.“
Die Deutsche Film- und Medienbewertung FBW in Wiesbaden verlieh dem Film das Prädikat „wertvoll“.

## Bezüge zu Doyles Geschichten
Der Film hat eine eigene, originale Handlung und ist somit unabhängig von den Holmes-Geschichten Arthur Conan Doyles. Allerdings gibt es einige Anspielungen auf die Erzählung Das letzte Problem: Gleich zu Beginn werden Blätter aus Watsons Bericht gezeigt, die „The Final Problem“ als Überschrift tragen. Außerdem wird früh der Name Reichenbach erwähnt. Am gleichnamigen Wasserfall in der Schweiz kommt es zum Höhepunkt der Auseinandersetzung zwischen Holmes und Moriarty. Am Ende des Films ist Dr. Watson zu sehen, wie er an der Schreibmaschine die Zeile “whom I shall ever regard as the best and the wisest man whom I have ever known” schreibt. Dies ist auch die letzte Zeile der Erzählung Das letzte Problem.
Die Opiumhöhle und Holmes’ entsprechende Verkleidung am Anfang des Films stammen allerdings aus der Geschichte Der Mann mit der entstellten Lippe. Mycroft und seine Gewohnheiten wurden sehr genau aus Der griechische Dolmetscher übernommen. Der Mord an Dr. Hoffmannsthal mittels eines vergifteten Dorns aus einem Blasrohr entspringt dem Roman Das Zeichen der Vier. Mehrere Bezüge gibt es auch zur Erzählung Das leere Haus: In ihr wird von der Wiederkehr des Sherlock Holmes nach dessen angeblichem Tod an den Reichenbachfällen berichtet. Holmes überführt zudem einen Handlanger Moriartys, der ein Attentat auf Watson plante. Wie im Film wird der Handlanger dort Colonel Moran genannt und ist Scharfschütze. Holmes überlistet ihn mit einer am Fenster der Wohnung platzierten Puppe, auf die Moran irrtümlich schießt. Eine solche Puppe taucht im Film auf, als Watson das erste Mal das Haus in der Baker Street 221b betritt und zwischen den wildwachsenden Pflanzen von Holmes mit einem Blasrohr angeschossen wird.

## Soundtrack
Der Soundtrack zum Film wurde von Hans Zimmer produziert und komponiert. Er erschien in den USA am 13. Dezember 2011 und in Deutschland drei Tage später. An mehreren Stellen des Films nimmt Zimmer Bezug zu bekannten Filmthemen. Beispielsweise läuft während der Szene, in der Holmes, Watson und Simza im Wald nach Deutschland reiten, das Stück Two Mules for Sister Sara im Hintergrund. Dieses war bereits Bestandteil Ennio Morricones Soundtrack zum Clint-Eastwood-Film Ein Fressen für die Geier. Darin reitet Shirley MacLaine auf einem Maultier. Außerdem nimmt Zimmer, als Holmes und Watson auf dem Weg in die Oper sind, das berühmte Thema des Komturs aus der im Film aufgeführten Oper Don Giovanni von Wolfgang Amadeus Mozart vorweg, das wenig später auch im (Fast-)Original erklingt.
| Nr.          | Titel                               | Künstler                                             | Länge (in min.) |
| ------------ | ----------------------------------- | ---------------------------------------------------- | --------------- |
| 1            | I See Everything                    | Hans Zimmer                                          | 0:39            |
| 2            | That Is My Curse (Shadows – Part 1) | Hans Zimmer                                          | 1:52            |
| 3            | Tick Tock (Shadows – Part 2)        | Hans Zimmer                                          | 8:13            |
| 4            | Chess (Shadows – Part 3)            | Hans Zimmer                                          | 7:34            |
| 5            | It’s So Overt It’s Covert           | Hans Zimmer                                          | 3:19            |
| 6            | Romanian Wind                       | Hans Zimmer                                          | 1:56            |
| 7            | Did You Kill My Wife?               | Hans Zimmer                                          | 2:42            |
| 8            | He’s All Me Me Me                   | Hans Zimmer                                          | 1:58            |
| 9            | The Mycroft Suite                   | Hans Zimmer                                          | 1:41            |
| 10           | Don Giovanni A Cenar Teco           | Nicolaus Esterhazy Sinfonia & Hungarian Radio Chorus | 4:03            |
| 11           | Two Mules For Sister Sara           | The Movie Screen Orchestra                           | 2:34            |
| 12           | Die Forelle                         | Ian Bostridge & Julius Drake                         | 3:23            |
| 13           | Zu Viele Füchse Für Euch Hänsel     | Hans Zimmer                                          | 1:47            |
| 14           | The Red Book                        | Hans Zimmer                                          | 4:00            |
| 15           | Moral Insanity                      | Hans Zimmer                                          | 1:31            |
| 16           | Memories Of Sherlock                | Hans Zimmer                                          | 2:11            |
| 17           | The End?                            | Hans Zimmer                                          | 2:26            |
| 18           | Romani Holiday (Antonius Remix)     | Hans Zimmer                                          | 5:39            |
| Gesamtlänge: | Gesamtlänge:                        | Gesamtlänge:                                         | 57:28           |

## Fortsetzung
Ursprünglich war geplant, dass am 25. Dezember 2020 die Fortsetzung in den Kinos erscheinen würde. Dieser Termin wurde aber auf den 22. Dezember 2021 verschoben. Die Hauptdarsteller sollen wieder Robert Downey Jr. und Jude Law sein. Laut Variety wurde Dexter Fletcher, bekannt für Rocketman, als Regisseur verpflichtet. Das Drehbuch soll Chris Brancato schreiben. Im Juni 2021 gab Fletcher in einem Interview bekannt, dass der Beginn der COVID-19-Pandemie die Dreharbeiten verhinderte, sodass der Film nicht im Dezember 2021 erscheint. Einen neuen, offiziell bestätigten Termin für den Kinostart gibt es bisher nicht.